# Lessa-Kammratte
Die Lessa-Kammratte (Ctenomys lessai) ist eine Art der Kammratten. Die 2014 wissenschaftlich erstbeschriebene Art ist nur von ihrem Erstfundort in Lluthu Pampa im zentralen Bolivien bekannt.

## Merkmale
Die Lessa-Kammratte erreicht eine Gesamtlänge von 17,7 bis 26,5 Zentimetern und eine Schwanzlänge von durchschnittlich 4,4 bis 7,9 Zentimetern. Die durchschnittliche Ohrlänge beträgt 4 bis 8 Millimeter und die durchschnittliche Hinterfußlänge 27 bis 37 Millimeter. Es handelt sich damit um eine vergleichsweise kleine bis mittelgroße Art der Gattung. Das Rückenfell ist dicht, dünnhaarig und weich. Es ist olivbraun bis sandfarben, die Bauchseite ist zimtbraun oder bei einigen Individuen olivbrau-sandfarben. Auf dem Rücken befindet sich ein undeutlicher, nelkenbrauner Rückenstreifen und jeweils vor und unter dem Ohr haben die meisten Tiere je einen hellen, zimtfarbenen Fleck. Der Schwanz ist kurz und mit dunkel olivbraunem Fell bedeckt, zum Schwanzende wird er heller.
Der Schädel hat eine Länge von 33,0 bis 41,9 Millimetern und eine Breite im Bereich der Jochbögen von 23,1 bis 28,0 Millimetern. Er ist relativ zart ausgebildet, die Zwischenaugenregion besitzt abgerundete Kanten und die Jochbögen sind weit ausladend und erreichen die gleiche Breite wie der Gehörgang. Der Unterkiefer ist zart und der Warzenfortsatz (Processus mastoideus) des Schläfenbeins ist kaum sichtbar. Die oberen Schneidezähne sind mit einem hellblassen gelb-ockerfarbenen bis elfenbeinfarbigen Zahnschmelz überzogen.
Der Karyotyp besteht aus einem Chromosomensatz von 2n=46 Chromosomen (FN=64).

## Verbreitung
Die Lessa-Kammratte ist bislang nur aus Lluthu Pampa im Departamento Cochabamba im zentralen Bolivien bekannt und lebt in Höhen um 2500 bis 2750 Metern.
Auf den Individuen, die zur Erstbeschreibung der Art genutzt wurden, wurden Flöhe der Arten Ectinorus galeanus und Sphinctopsylla inca identifiziert.

## Lebensweise
Die Lebensräume der Lessa-Kammratte sind durch das Grasland der Hochlagen des Verbreitungsgebietes geprägt. Wie alle anderen Kammratten lebt sie am Boden und im Boden grabend. Über ihre Lebensweise liegen darüber hinaus keine Informationen vor.

## Systematik
Die Lessa-Kammratte wird als eigenständige Art innerhalb der Gattung der Kammratten (Ctenomys) eingeordnet, die aus etwa 70 Arten besteht. Die wissenschaftliche Erstbeschreibung der Art stammt von Scott Lyell Gardner, Jorge Salazar-Bravo und Joseph A. Cook aus dem Jahr 2014. Sie beschrieben die Art auf der Basis von molekularbiologischen und anatomischen Merkmalen. Benannt wurde die Art nach dem Biologen Enrique P. Lessa, der als Experte für südamerikanische Säugetiere und vor allem die Kammratten gilt und ein guter Freund der Autoren ist. Ursprünglich wurde die Art von Cook und Lessa als Ctenomys "llathu" bezeichnet.
Innerhalb der Art werden neben der Nominatform keine weiteren Unterarten unterschieden.

## Status, Bedrohung und Schutz
Die Lessa-Kammratte wird von der  International Union for Conservation of Nature and Natural Resources (IUCN) bislang (Stand Januar 2019) nicht gelistet.

## Belege
1. 1 2 3 4 5 6 7 8  Scott Lyell Gardner, Jorge Salazar-Bravo, Joseph A. Cook: New Species of Ctenomys Blainville 1826 (Rodentia: Ctenomyidae) from the Lowlands and Central Valleys of Bolivia. Faculty Publications on the Harold W. Manter Laboratory of Parasitology, Special Publications, Museum of Texas Tech University 62, 2014; S. 1–34; Volltext.
2. 1 2 3 4 5 6 7 8 9 10  Lessa's Tuco-tuco. In: T.R.O. Freitas: Family Ctenomyidae In: Don E. Wilson, T.E. Lacher, Jr., Russell A. Mittermeier (Herausgeber): Handbook of the Mammals of the World: Lagomorphs and Rodents 1. (HMW, Band 6) Lynx Edicions, Barcelona 2016, S. 515. ISBN 978-84-941892-3-4.
3. ↑  Elisa Pucu, Marcela Lareschi, Scott L. Gardner: Bolivian Ectoparasites: A Survey of the Fleas of Ctenomys
(Rodentia: Ctenomyidae). Comparative Parasitology 81 (1), 2014; S. 114–118. doi:10.1654/4655.1.